# Kurt Heinrich Sethe
Kurt Heinrich Sethe (né le 30 juin 1869, mort le 6 juillet 1934) est un égyptologue et philologue allemand.

## Biographie
Sethe étudie avec Adolf Erman et reçoit son habilitation universitaire en 1895. Devenu professeur d'égyptologie à l'université de Göttingen en 1900, il succède en 1923 à son maître à Berlin. Au cours d'un séjour en Égypte en 1904 et 1905, il collecte de nombreux textes publiés les années suivantes. Après avoir étudié la théologie de Memphis transcrite sur la pierre de Chabaka et le Papyrus dramatique du Ramesseum, Sethe conclut à l'existence d'une sorte de théâtre proche des mystères du Moyen Âge.
En 1919, Sethe est membre correspondant de l'Académie bavaroise des sciences. En 1932, il devient membre de l'Académie royale des sciences de Prusse.
Il est membre extérieur de l'Académie des sciences de Göttingen, membre correspondant de l'Académie danoise des sciences, de l'Institut archéologique allemand et membre d'honneur de l'American Oriental Society. Il est également conseiller aulique.
Sethe participe à l'élaboration du Wörterbuch der ägyptischen Sprache d'Erman et Hermann Grapow. En 1904-1905, il séjourne pendant plusieurs mois à Luxor et au Caire, et copie et collationne des textes pour le projet de dictionnaire. Le résultat sont 27 cahiers contenant des relevés d'inscriptions, qui constituent aujourd'hui un document particulièrement précieux des archives textuelles du dictionnaire de l'égyptien ancien. De la collaboration de Sethe au dictionnaire provient également son édition des textes des pyramides, ainsi que son édition des inscriptions de l’ancienne Égypte.

## Publications
- Das Aegyptische Verbum im Altaegyptischen, Neuaegyptischen und Koptischen, Leipzig, J. C. Hinrichs, 1902.

- Urkunden des Alten Reichs, Leipzig, J. C. Hinrichs, 1903 (lire en ligne). Nouvelle édition en 1933.

- Urkunden der 18. Dynastie, Leipzig, J. C. Hinrichs, 1906-1909 (lire en ligne).

- Die Altaegyptischen Pyramidentexte, Leipzig, J. C. Hinrichs, 1908-1922. 4 volumes

- « Dramatische Texte zu Altaegyptischen Mysterienspielen, 2 Teile, Das « Denkmal memphitischer Theologie », der Schabakostein des Britischen Museums », Untersuchungen zur Geschichte und Altertumskunde Aegyptens, vol. X, no 1,‎ 1928 (lire en ligne)

- (avec W. Erichsen), Übersetzung und Kommentar zu den Altägyptischen Pyramtdentexten, 1935-1962. 6 volumes